# Carl Stråhle
Carl Hansson Stråhle, född 17 augusti 1723 i Norrbärke församling, Kopparbergs län, död 11 juli 1795 i Svedvi församling, Västmanlands län, var en svensk präst.

## Biografi
Carl Stråhle föddes 1723 på Matsbo bruk i Norrbärke församling. Han var son till inspektorn Hans Stråhle och Anna Schultze. Stråhle började besöka akademin 1734 och började studera där 1744. Han prästvigdes 21 februari 1751 och kom att arbeta i Hubbo församling, Torstuna församling och Rytterne församling. År 1758 blev han komminister i Rytterne församling och 1774 kyrkoherde i Säby församling, tillträde 1776. Han utvaldes enhälligt 15 december 1789 till kyrkoherde Svedvi församling, bland 12 sökande. Stråhle avled av en skirös kräfta under en kindbenet 1795 i Svedvi församling.

## Familj
Stråhle gifte sig första gången 10 maj 1759 med Anna Sundbeck (1733–1766). Hon var dotter till komministern Daniel Sundbeck och Anna Lewert i Rytterne församling. Stråhle gifte sig andra gången m 1 oktober 1767 med Rebecca Charlotta Ternsten (1741–1769) . Hon var dotter till kaptenen Ternsten i Norrbärke församling. De fick tillsammans dottern Catharina Lovisa Stråhle som gifte sig med kyrkoherden Gustaf Westholm i Svedvi församling. Stråhle gifte sig tredje gången 1776 med Anna Christina Lang (1739–1811). Hon var dotter till kaptenen Abraham Lang och Christina Hedman. Lang hade tidigare varit gift med kyrkoherden Johan Westander i Säby församling.